# Ferdinand Hart Nibbrig

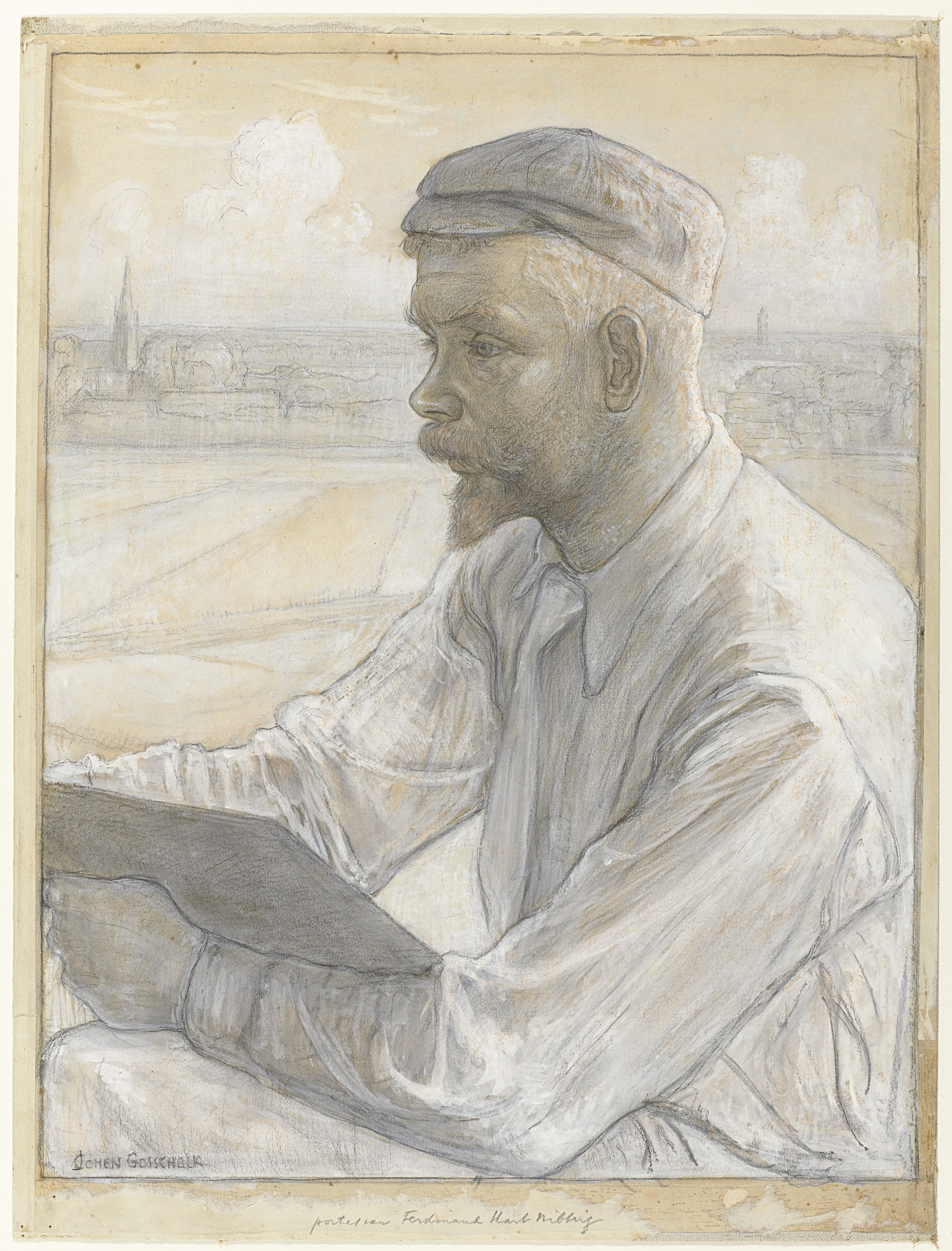
Porträt Ferdinand Hart Nibbrig, von Johan Cohen Gosschalk

Ferdinand Hart Nibbrig (* 5. April 1866 in Amsterdam; † 12. Oktober 1915 in Laren (Noord-Holland)) war ein niederländischer Landschafts- und Genremaler, Zeichner und Lithograf sowie Anhänger der Theosophie.

## Biografie
Ferdinand Hart Nibbrig wurde als zweiter Sohn von Pieter Nibbrig und Elisabeth Hart in der Bloemgracht 42 geboren. Aufgrund eines königlichen Erlasses nahm er 1884 die Namen beider Eltern an. Er begann seine künstlerische Ausbildung privat bei Johan Adolph Rust (1828–1915), bei dem er schon als Kind Zeichenunterricht erhielt. Von 1881 bis 1883 besuchte er die Amsterdamer Kunstgewerbeschule Quellinus (Kunstnijverheidsschool Quellinus). Von 1883 bis 1888 studierte er an der Koninklijke Akademie van Beeldende Kunsten in Amsterdam.
Zwischen 1885 und 1887 war Ferdinand Hart Nibbrig als Amateur-Radsportler aktiv: 1885 gewann er das Rennen Amsterdam-Arnhem, 1886 wurde er Zweiter der niederländischen Dreiradmeisterschaft und belegte 1887 bei Amsterdam-Arnhem Rang drei.

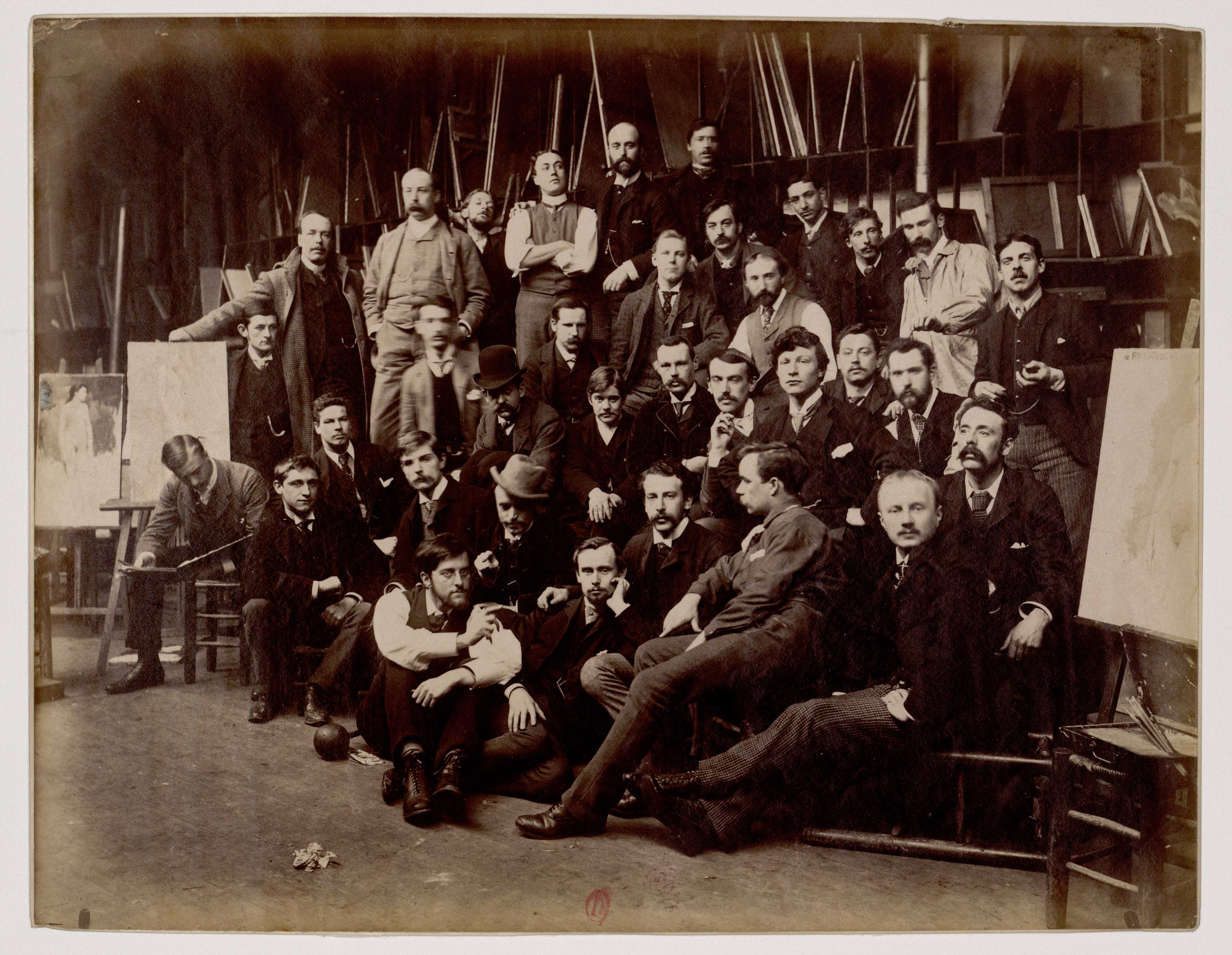
Ferdinand Hart Nibbrig (vorne, 2. von rechts) an der Académie Julian, Februar 1888
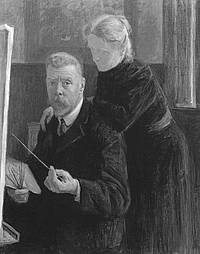
Selbstporträt mit seiner Frau Johanna, vor 1915

Danach ging er 1888 nach Paris, wo er an der Académie Julian sowie bei Fernand Cormon bis 1889 studierte. In Paris wurde er von Vincent van Gogh und Georges  Seurat beeinflusst und lernte die Werke der Neoimpressionisten kennen, deren helle Farben er übernahm. Er malte anfangs realistisch mit den Elementen des Impressionismus, wechselte jedoch schrittweise zum Pointillismus. Nach seiner Pariser Zeit wohnte er zunächst wieder in Amsterdam. 1894 ließ er sich in der Künstlerkolonie Laren (Noord-Holland) in der Region Gooi nieder. Er heiratete 1895 Johanna Bartruida Moltzer, 1903 wurde Sohn Ferdinand Eliza Hart Nibbrig (1903–1993), der später ebenfalls Maler wurde, geboren. Seine Ehefrau verließ 1908 die Niederländisch-reformierte Kirche und trat der Theosophiebewegung bei. Ferdinand Hart Nibbrig folgte ihrem Beispiel und wurde Mitglied der örtlichen Loge. Zu seinen Malschülerinnen und Schülern gehörte unter anderem ab 1900 Jacoba van Heemskerck. Auf der Halbinsel Walcheren verbrachte er ab 1911 mit der Familie die Sommer in Haus „Santvlught“, das er in Zoutelande hatte bauen lassen. Ab dieser Zeit hellte sich die von ihm verwendete Farbpalette auf. Von 1910 bis 1915 betrieb er in Laren eine Kunstschule und war 1915 Mitbegründer des Hollandsche Kunstenaarskring (Holländischer Künstlerkreis), deren etwa zwanzig Mitglieder sich bewusst in Abgrenzung zu den gedeckten Grautönen der Haager Schule bunter Farben bedienten.
Ferdinand Hart Nibbrig unternahm mehrere Studienreisen: 1900 nach Oostvoorne, 1901 nach Vlieland, 1904, 1906 und 1909 nach Deutschland, 1905 nach Algerien und von 1907 bis 1908 nach Rhenen. Er war Mitglied von Arti et Amicitiae, der Kunstenaarsvereniging Sint Lucas in Amsterdam, dem Haagsche Kunstkring und der Vereeniging tot Bevordering der Grafische Kunst.

## Werk
Ferdinand Hart Nibbrig gilt neben Co Breman als bedeutendster Pointillist aus dem Künstlerdorf Laren. Er malte vor allem Landschaften, Strand- und Stadtszenen, Stillleben und Porträts. Anfangs zeichneten seine Bilder sich durch eine realistische Darstellungsweise aus. Ab Ende der 1890er Jahre verfolgte er einen pointillistischen Malstil. Charakteristisch für ihn war die helle Farbigkeit seiner Bilder.
Daneben zeichnete er, entwarf Bucheinbände und von 1895 bis etwa 1899 Porträtlithographien bekannter Zeitgenossen, die in der Wochenzeitung De Groene Amsterdammer erschienen. Außerdem gestaltete er im Auftrag einige Werbeplakate und Kalender, fertigte zwischen 1913 und 1915 Entwürfe für drei Schulwandbilder an und Fliesenbilder für eine Rotterdamer Bank.
Ab 1911 stellte er regelmäßig jedes Jahr in einem auf Initiative von Jan Toorop in den Domburger Dünen errichteten hölzernen Ausstellungspavillon aus.
Werke von ihm befinden sich unter anderem im Rijksmuseum Amsterdam, Drents Museum in Den Haag, Dordrechts Museum, Zuiderzeemuseum, Frans Hals Museum, Singer Laren, Zeeuws Museum in Middelburg, Kröller-Müller Museum und dem Centraal Museum Utrecht.

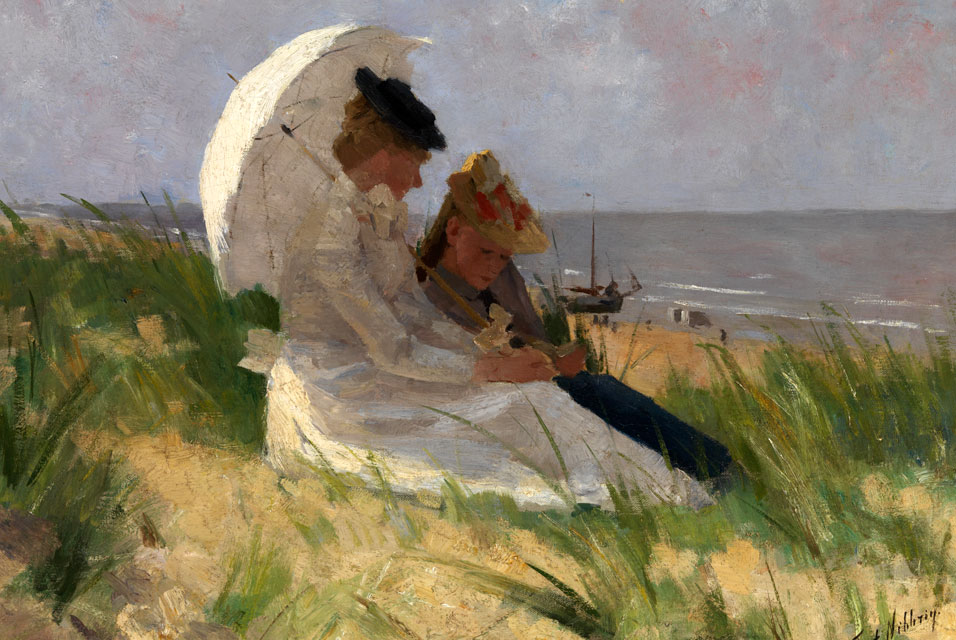
Op de duinen bij Zandvoort, ca. 1892
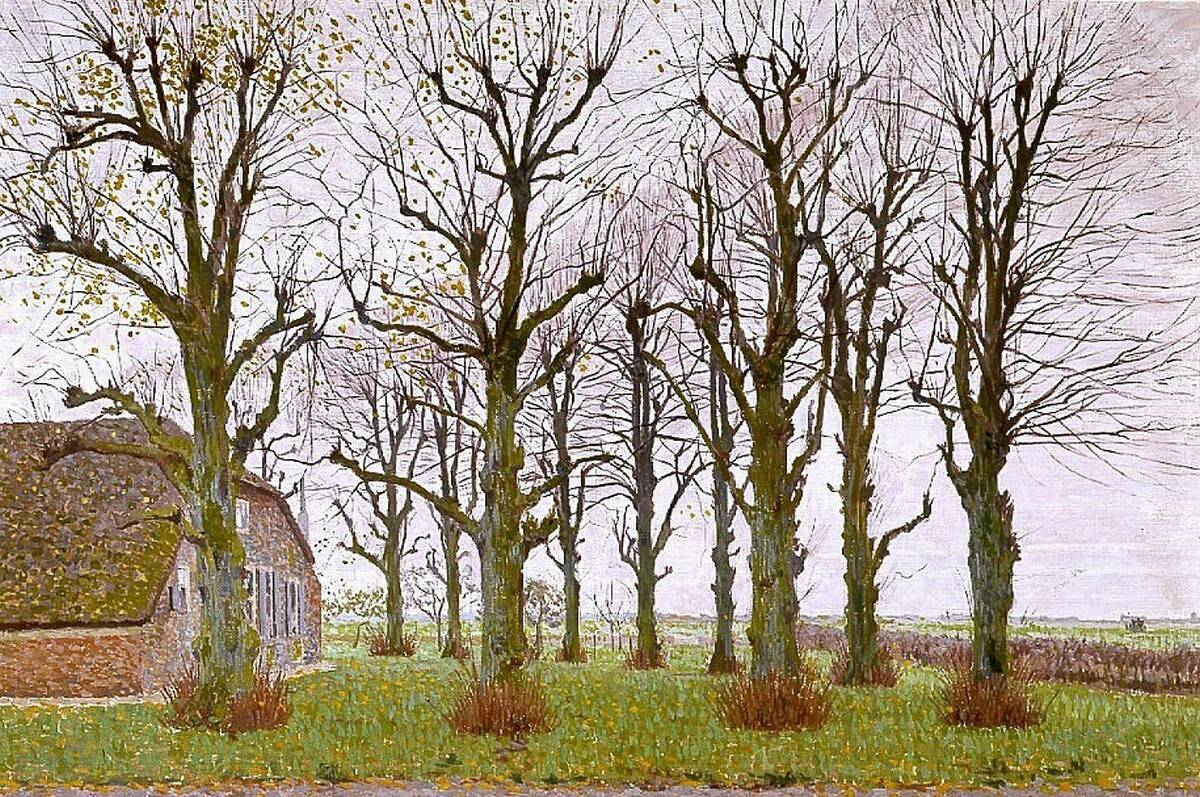
Boerderij te Laren, ca. 1912
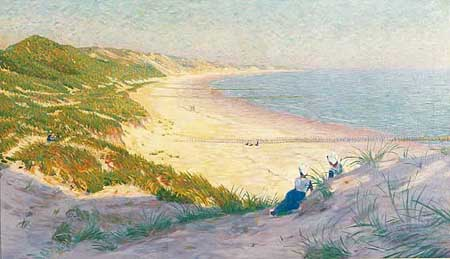
Zoutelande, um 1910–1915
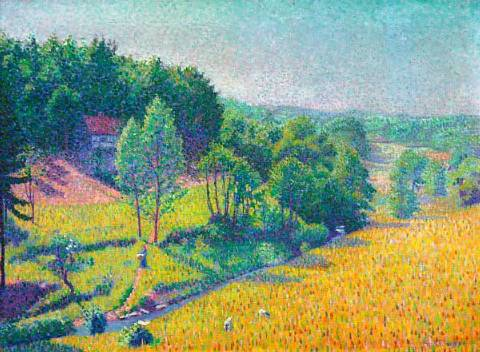
Limburg, ca. 1912